# 全球海平面
全球海平面（英語：Eustatic Sea Level）是地球中心到海面的距離 。影响全球海平面的因素有许多，其中主要有冰川与中洋脊：如果冰川作用減少、中洋脊增加，或是中洋脊的擴張速度加快，都會導致全球海平面上升。相反，若冰川作用增加、中洋脊減少或是其擴張速度減慢，都會導致全球海平面下降。
全球海平面的變化會導致沉積空間變化，從而影響海洋沉積物的沉積。例如在地球演化早期，水不存在或海洋很小，所以無沉積物或很少。
全球海平面也可以代表全球海洋容量。這不是實際存在的海平面，而是類似像把海洋中的所有水都放在一個盆地中時，而得的海平面。全球海平面和局部的地表變化無關。而相對海平面取決於許多因素，包括構造、大陸上升和沈降。全球海平面的分析是遵循“浴缸方法”，將全球海洋描述為單個浴缸。人們可以在浴缸内增加或減少水，就如同在全球海洋內增加或減少水量。全球海平面的差異主要由三個因素引起：
- 總海水量的變化，例如冰蓋流的逕流。當格陵蘭等冰蓋因融化而使冰塊減少時，液態水會進入海洋中[5]根據“浴缸法”，格陵蘭島的冰蓋徑流將影響世界所有地區的海平面，無論是附近還是遠處[3]。同樣地，如果大陸冰蓋減加，表示海洋中液態水被凝結成冰，因此海洋水量也隨之縮小[6]。
- 海盆大小的變化，例如由於海底擴張或沉積物形成而有的變化。這些緩慢的過程會導致大洋盆地的總體積發生變化[3]。
- 水的密度的變化，例如由於溫度及海洋鹽度變化，而導致的海水容積的膨脹及收縮[7]。